# Ci divertiamo da matti
Ci divertiamo da matti (Smashing Time) è un film del 1967 diretto da Desmond Davis. È una satira del fenomeno della Swinging London degli anni sessanta. È stato scritto da George Melly ed interpretato da Rita Tushingham e Lynn Redgrave.

## Trama
Brenda e Yvonne, due ragazze del nord-Inghilterra, arrivano a Londra in cerca di fama e di successo. Però, l'immagine della città che si erano fatta viene offuscata quando vengono derubate dei loro risparmi. Determinate a non perdere la loro chance, Yvonne va a Carnaby Street sperando di catturare l'attenzione di un fotografo di moda, mentre Brenda trova lavoro in un piccolo caffè. Yvonne viene notata da un fotografo, Tom Wabe, ma è scelta per essere vestita poveramente. Dopo vari tentativi di lavorare senza successo, Yvonne vince casualmente il primo premio in uno gioco televisivo e decide di investire i soldi per diventare una star della musica pop. Il suo singolo, I'm so young, seppur brutto, diviene un grande successo e lei e Brenda si separano. Però, ad un importante party, le ragazze si rendono conto della futilità del lavoro nei media e decidono di tornare a casa.